# 디모르포돈
디모르포돈(Dimorphodon)(/dɒmɔːrfədɒn/)은 쥐라기 전기 (약 2억1백만~1억9천1백만년 전)에 유럽에서 살았던 익룡이다. 1859년에 고생물학자 리처드 오웬에 의해 명명되었으며, 속명의 뜻은 '두 개의 이빨'이다. '둘'을 의미하는 그리스어 δι(di)에서 파생되었다.
디모르포돈은 턱에 두 가지 유형의 이빨이 있는데, 이는 파충류 중에서는 비교적 드문 경우다. 디모르포돈의 식생활은 연구자들 사이에서 의문을 제기해 왔으며, 최근 연구에 따르면 작은 척추동물을 사냥했을 가능성이 높지만 여전히 많은 학자들은 디모르포돈이 곤충과 같은 부드러운 무척추동물을 먹었을 것이라고 한다.

## 특징

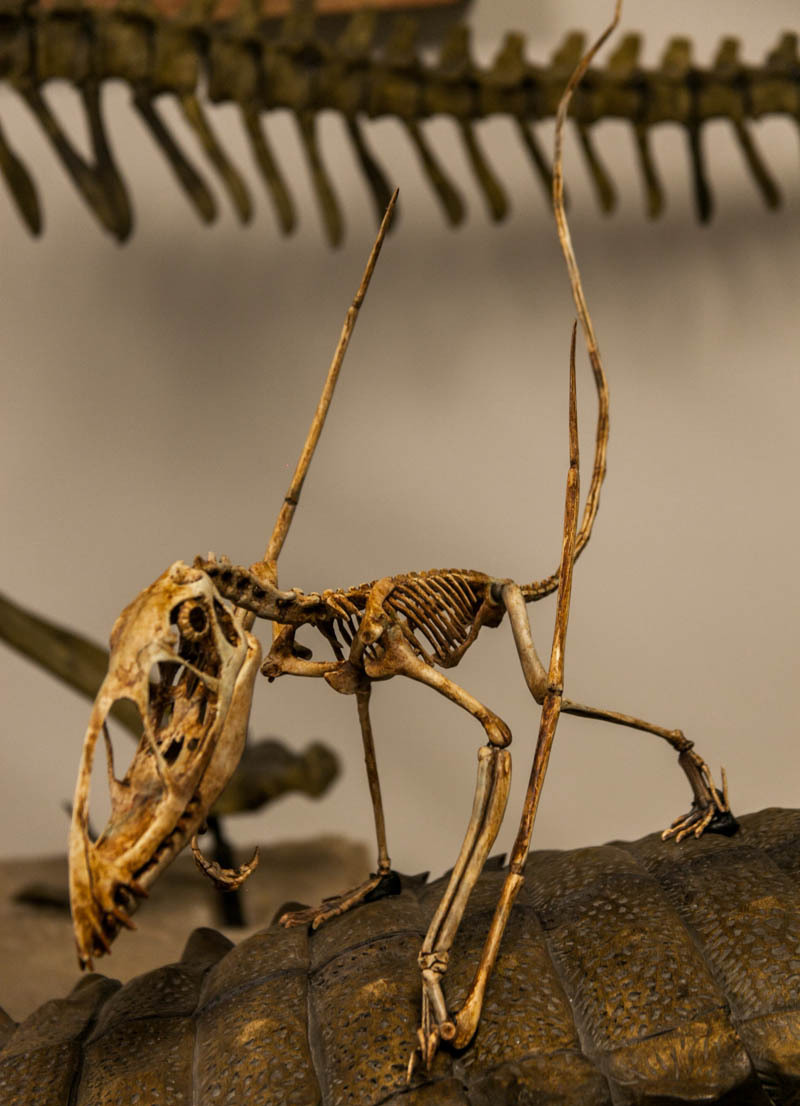

디모르포돈은 성체의 몸 길이가 1m이고 길이가 1.45 미터(4.6 ft)이다. 목은 짧지만 강하고 유연하며 아래쪽에 막으로 된 주머니가 있었을 것이다. 척추뼈에는 공기주머니가 속이 빈 내부에 도달할 수 있는 구멍인 공압 구멍이 있었다. 꼬리는 길고 30개의 척추뼈로 구성되어 있었다. 처음 5~6개는 짧고 유연했지만, 나머지는 점차 길이가 늘어나고 늘어나는 척추돌기에 의해 뻣뻣해졌다.

## 화석

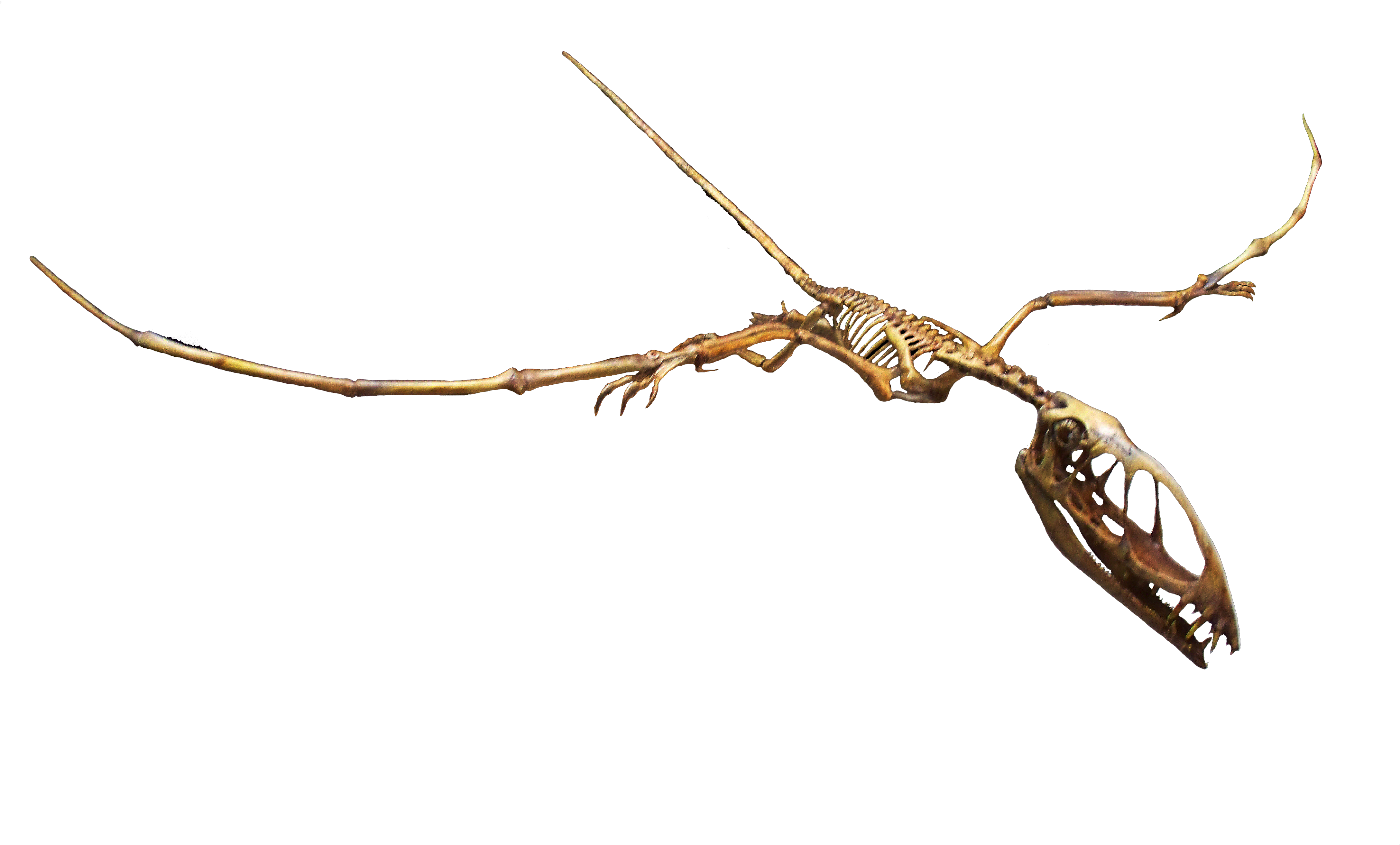
뼈 표본

디모르포돈은 약 23 센티미터 (9.1 in) 길이의 크고 부피가 큰 두개골을 가지고 있으며, 얇은 뼈 칸막이로 서로 분리된 큰 구멍으로 인해 무게가 줄었다. 위턱 앞쪽에는 송곳니 모양의 이빨이 4~5개 있고 그 뒤에는 무한한 수의 작은 이빨이 있다. 아래턱에는 5개의 긴 이빨과 30~40개의 작고 납작하고 뾰족한 이빨이 있으며 란셋 모양이었다.

## 에우디모르포돈과의 관계

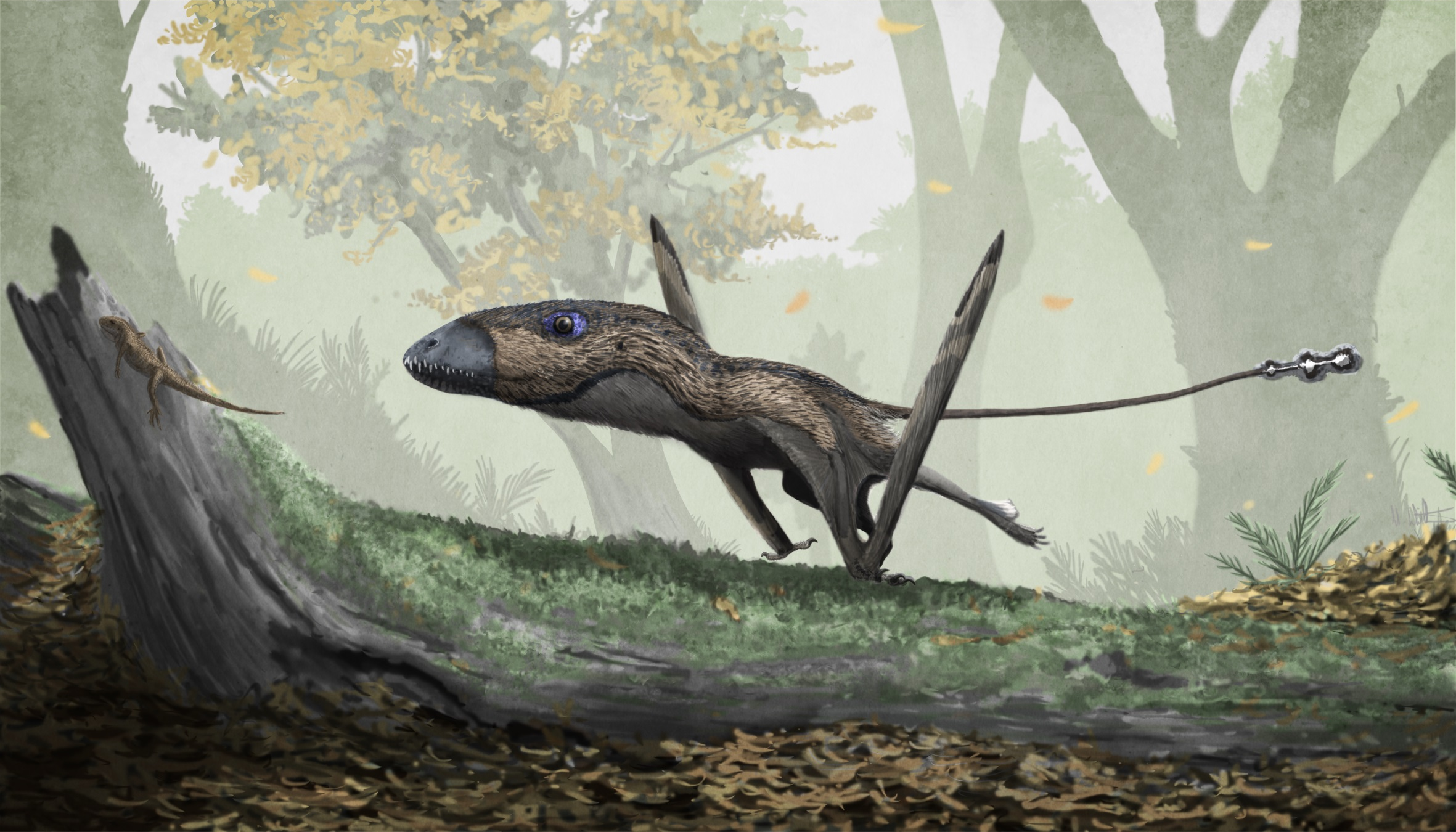
디모르포돈

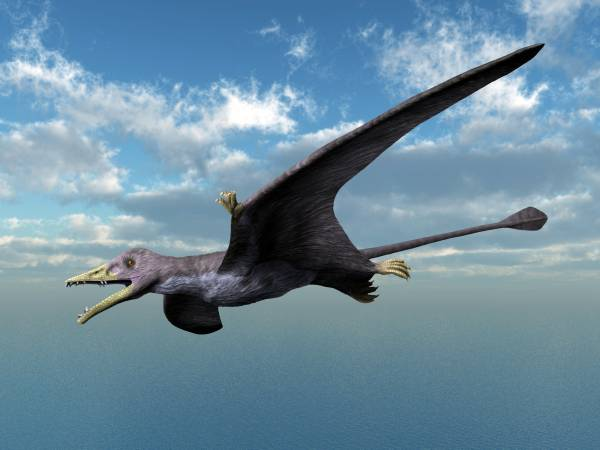
에우디모르포돈

디모르포돈과 에우디모르포돈은 모두 쥐라기 전기에 살았던 파충류이다. 그러나 이 두 종은 서로 다른 특징을 가지고 있다. 디모르포돈이 주로 쥐라기 전기에 살았던 반면, 에우디모르포돈은 좀 더 이른 시기인 트라이아스기 말기에 살았다. 디모르포돈은 큰 머리와 긴 꼬리를 가지고 있으며, 주로 육식성이었지만, 에우디모르포돈은 상대적으로 더 작은 머리와 짧은 꼬리를 가지고 있었으며, 잡식성이었을 것으로 추정된다.

## 같이 보기
- 에우디모르포돈